# Ånger
Ånger är i allmänhet en känsla av smärta eller missbelåtenhet med sig själv därför, att man vet, känner eller tycker sig ha gjort något orätt eller oriktigt, som man helst skulle vilja ha ogjort. Jämför skuldkänsla.